# Tomar-Re
Tomar-Re es un personaje ficticio de DC Comics y miembro del Green Lantern Corps. También es el predecesor y padre de Tomar-Tu.
El personaje apareció en la película Linterna Verde de 2011 con su voz proporcionada por el ganador de los Premios Óscar, Geoffrey Rush.

## Historial de publicaciones
Debutó en Green Lantern (vol. 2) N° 6 (mayo/junio de 1961) en una historia escrita por John Broome con dibujos de Gil Kane.

## Historia
Tomar-Re era un Xudarian, una raza de extraterrestres del planeta Xudar en el Sector 2813 (en su primera aparición previa a la crisis, afirmó que era el Sector 9). Era científico en su mundo natal antes de unirse al Green Lantern Corps y convertirse en el Linterna Verde del Sector 2813. Tomar-Re se convirtió en un miembro fundamental del Cuerpo, entrenando a nuevos miembros, como Arisia, y sirviendo en la Guardia de Honor. Investigó informes de abusos de poder por parte de Sinestro en Korugar. Era amigo cercano de Abin Sur, Linterna Verde del Sector Espacial 2814. También fue el primer linterna en encontrarse con el reemplazo de Sur, Hal Jordan, y los dos se llevaban igual de bien. Antes de la crisis se conocieron cuando Tomar contactó a Linterna Verde sobre una amenaza para un mundo en su sector, que estaba sucediendo al mismo tiempo que los invasores alienígenas estaban atacando el mundo de Tomar. Hal detuvo la amenaza, luego ayudó a Tomar a derrotar a los invasores, que abandonaron el mundo a toda prisa. Hal descubrió por primera vez acerca de los Guardianes de Tomar, quienes mencionaron que querían que las Linternas Verdes fueran iguales, por eso la Batería de Energía recarga sus anillos durante el mismo período de tiempo. En la línea de tiempo posterior a la crisis, esa amistad se profundiza aún más porque el novato Jordan lo conoció poco después de ser reclutado. Jordan fue traído a él por su anillo de poder para ayudarlo con sus dificultades para manejar el arma y Tomar-Re no solo guio a los terran a la sede de GLC para el programa de entrenamiento opcional, sino que también proporcionó un valioso apoyo emocional durante este momento difícil.
La misión más famosa de Tomar mientras fue miembro de los Corps ocurrió en el planeta Kryptón. Krypton, un planeta del Sector 2813, estaba volviéndose cada vez más inestable y era seguro que iba a explotar debido a las presiones internas en el núcleo del planeta. Tomar-Re trató de utilizar un elemento muy raro llamado estelarium para absorber parte de la presión tectónica y salvar a los kryptonianos. Reunió el elemento y, mientras se dirigía a Krypton, un destello solar amarillo lo cegó, forzándolo a soltar el estelarium. Se recuperó rápidamente pero descubrió que había perdido la vista. Sin poder ver, juntó el poco estelarium del que fue capaz y se encaminó hacia Kryptón. Estaba llegando cuando su visión comenzó a aclararse. Lo primero que vio fue la explosión de Kryptón. Los Guardianes del Universo (creadores de los Green Lantern Corps) rescataron a Tomar y lo llevaron de regreso a Oa, donde fue sanado. Tomar-Re no sabía en ese momento que su ceguera temporal era responsable de la creación de Superman.
Se convirtió en un miembro de alto rango del Cuerpo, pero su carrera posterior no estuvo exenta de costos. El momento más difícil fue durante la crisis de Nekron cuando el dios de la muerte usó el espíritu del difunto padre de Tomar-Re para intentar influir en la Linterna para que se rindiera. Aunque tentado, Tomar mantuvo su juramento y destruyó el espíritu de su padre para continuar la batalla, para su angustia personal.
Tomar fue retirado cuando el Anti-Monitor intentó conquistar el multiverso. Todavía sirvió junto al Cuerpo, incluido John Stewart, que se había convertido en el GL por 2814. La guerra contra el Anti-Monitor sería la lucha final de Tomar, ya que fue asesinado por el villano conocido como Goldface. Esto fue parte de una confrontación más grande contra los Armadores de Qward. Antes de su muerte, Tomar-Re seleccionó a Stewart como su reemplazo, lo que obligó al anillo de John a ir a Jordan, que había renunciado al Cuerpo, y lo devolvió a la organización. Años más tarde, su hijo, Tomar-Tu, seguiría los pasos de su padre como un Linterna Verde después de obtener su propio anillo.

### Blackest Night
En el evento Blackest Night, todas las Linternas Verdes caídas en la cripta Oan fueron reanimadas por anillos de poder negros. Tomar-Re es una de las muchas Linternas Negras que se muestran de pie contra las Linternas Verdes en Oa.
Después de los eventos de la Guerra de las Linternas Verdes, Hal Jordan y Sinestro son atrapados en la Zona Muerta por los Guardianes del Universo (que se han vuelto impasibles), hasta que se encuentran con una figura misteriosa que acecha en la zona observándolos. Este misterioso desconocido dice que era amigo de Hal y enemigo de Sinestro, y afirma que ambos están muertos. Se revela que el misterioso extraño es Tomar-Re (que era un no-muerto), pidiéndole a Hal y Sinestro que detengan a Volthoom (El Primer Linterna), antes de que traiga cambios a la realidad en la historia. Hal y Sinestro son confrontados por los miembros muertos en la Zona Muerta. Cuando Hal pregunta cómo Tomar-Re sabía esto, explica que esos seres que habían muerto reunieron información en la Zona Muerta. Más tarde, se acercaron al Linterna Verde Simon Baz, quien fue transportado por Black Hand a la Zona Muerta y lo retiró después de que él dividiera su anillo, que Sinestro afirmó y sin querer fue con él, dejando a Hal atrapado en la Zona. Tomar considera que Sinestro no derribará a Volthoom fácilmente. Después de que Tomar intenta sin éxito persuadir a Hal de suicidarse para ganar un anillo de Linterna Negra y escapar de la Zona Muerta para detener a Volthoom, se sorprende gratamente cuando el plan de Hal logra tener éxito.

### DC: Renacimiento
Posteriormente, en DC: Renacimiento, cuando Hal Jordan es transportado al Espacio Esmeralda, donde los oficiales caídos de Linternas Verdes van después de ser asesinados de servicio, se encuentra con Tomar-Re. Fue alentado y aprendido por su hijo, Tomar-Tu con Hal dice que se ha llevado al predecesor de su padre del Green Lantern Corps.

## Juramento
"En el día más brillante, en la noche más oscura, ¡Ningún mal escapará de mi vista! Que los que adoran el poder del mal se cuiden de mi poder... ¡La luz de linterna verde!

## Otras versiones

### Injusticia: Dioses entre nosotros
Tomar-Re aparece en el cómic Injustice: Dioses entre nosotros, patrullando su planeta natal de Xundar cuando recibe un mensaje de su anillo para regresar a Oa. Tomar-Re regresa a Oa, y es una de las muchas linternas que persiguen y detienen a Hal Jordan después del intento fallido del ser humano de regresar a la Tierra. Tomar-Re luego acompaña a Kilowog junto con un pequeño grupo de Linternas Verdes a la Tierra para detener a Superman para el juicio. Tomar llega a la Tierra junto con Kilowog y los otros Linternas Verdes de su equipo en el capítulo nueve, confrontando a Superman de inmediato. Antes de que cualquiera de ellos pueda atacar al Hombre de Acero, Tomar y las Linternas son atrapados en un rayo disparado por Cyborg desde la Atalaya. Tomar sobrevivió fácilmente al rayo gracias a su anillo y dio la orden, "¡Tómalos!" a sus compañeros Linternas Verdes para luchar con Chica Halcón y Shazam, con Tomar se unen a Arisia para comprometerse personalmente con Shazam. En algún momento, los Linternas Verdes derrotaron a los dos, y Tomar desarmó a Chica Halcón de su maza. Antes de que los Linternas pudieran llevar a los tres a Oa, Sinestro apareció y asesinó a Ch'p para sorpresa y horror de todos los presentes. En el capítulo once, Tomar está una vez más involucrado en una batalla con Chica Halcón, quien había recuperado su maza, y Tomar está a la defensiva con Procanon Kaa rápidamente acudiendo a su ayudante. Pronto Tomar se encuentra junto con el resto de sus compañeros Linternas Verdes rodeados por el recién llegado Cuerpo de Sinestro. En el capítulo doce, Tomar entrega su anillo y se deja llevar como prisionero de guerra en la Tierra junto con el resto de sus compañeros Linternas por orden de Kilowog, evitándose la muerte a manos del Cuerpo de Sinestro. Se desconoce el destino final de Tomar.

## Apariciones en otros medios

### Televisión
- Tomar-Re hace un cameo en el episodio de dos partes de la Liga de la Justicia, "In Blackest Night".
- Tomar-Re aparece en el episodio de Liga de la Justicia Ilimitada, "The Return".
- Tomar-Re aparece en el episodio de Duck Dodgers, "The Green Loontern". Él es el primer Green Lantern en ser visto capturado. Joe Alaskey, quien no fue acreditado para el papel, lo expresa.
- Aunque Tomar-Re no aparece en la serie animada Legión de Súper Héroes, los nativos de su mundo natal Xudar y Barrio III sí aparecen.
- Tomar-Re se ve brevemente en el episodio "Ring Toss" de The Batman, con la voz de Miguel Ferrer. Hal Jordan reproduce una grabación para Batman en la que Tomar transmite la información sobre la fuga de Sinestro de la prisión.
- Tomar-Re es visto como parte del Green Lantern Corps en Batman: The Brave and the Bold, episodio "The Eyes of Despero". Su planeta natal de Xudar también aparece (aparece en los subtítulos como "Exudar"), y es tomado por Despero.
- Tomar-Re aparece como un personaje recurrente en Linterna Verde: La Serie Animada, con la voz de Jeff Bennett.

### Película

#### Acción en vivo
- Geoffrey Rush da voz a Tomar-Re en la película Linterna Verde (2011) dirigida por Martin Campbell.[14] Al igual que en los cómics, él es el primer compañero de Green Lantern que Hal Jordan conoce cuando es reclutado y demuestra un encuentro agradable ya que el veterano de voz suave le ofrece a Hal un recorrido de orientación por Oa y el Cuerpo. Parece desenmascarado ya que su identidad no necesita protección en Oa, y su apariencia es muy similar a los cómics, en los que parece exhibir rasgos de aves y peces en morfología, aunque le dice a Hal en la película que el ADN de su raza es similar a la de las especies ictiológicas en el planeta de Hal. Además, cuando Jordan queda inconsciente al derrotar a Parallax, Tomar se une a Sinestro y Kilowog para rescatar a Hal, evitando que caiga al sol.
- En Liga de la Justicia (2017), una escena que representaba a Linternas Verdes, Kilowog y Tomar-Re visitando a Batman se filmó como una escena adicional posterior a los créditos, provocando aún más al próximo Green Lantern Corps, pero la escena se cortó más tarde.[15]

#### Animación
- John Larroquette expresa Tomar-Re en Green Lantern: First Flight. Primero aparece junto a sus compañeros Linternas Boodikka, Kilowog y Sinestro. A diferencia de los cómics, donde él y Hal se llevan bien rápidamente, inmediatamente ataca a Hal debido a malentendidos y lo trata con hostilidad. Durante el transcurso de los eventos, Sinestro lo traiciona, quien lo mata usando su anillo amarillo recién obtenido.
- Tomar-Re aparece en Green Lantern: Emerald Knights con la voz de James Arnold Taylor.
- Tomar-Re hace una breve aparición en Teen Titans Go! to the Movies.

### Varios
En la continuación del cómic de la serie de televisión Smallville, se revela que Tomar-Re intentó detener la guerra civil global dirigida por el General Zod que le costó la vida. Su anillo estuvo inactivo durante años desde su muerte, hasta que eligió a Clark Kent meses después de convertirse en Superman.